# Bestiolina sinica
Bestiolina sinica is een eenoogkreeftjessoort uit de familie van de Paracalanidae. De wetenschappelijke naam van de soort is voor het eerst geldig gepubliceerd in 1966 door Shen & Lee.